# Neretvanski dekanat
Neretvanski dekanat je teritorijalno-pastoralna jedinica u sastavu Splitsko-makarske nadbiskupije i metropolije. Danas obuhvaća 16 župa.
Župe u sastavu ovog dekanata su: Bagalović, Borovci, Desne, Dobranje - Bijeli Vir, Komin, Metković - sv. Ilija, Metković - sv. Nikola, Nova Sela n/N, Opuzen, Otrić-Struge, Plina, Ploče, Rogotin, Slivno Ravno, Vid i Vidonje.